# Karl Genzken
Karl August Genzken (8 de junio de 1885 en Preetz, Schleswig-Holstein, Prusia - 10 de octubre de 1957 en Hamburgo, Alemania) fue un médico nazi que realizó experimentos humanos con prisioneros de varios campos de concentración. Fue Gruppenführer (mayor general) de las Waffen-SS y jefe de la Oficina Médica de las Waffen-SS. Genzken fue juzgado como criminal de guerra en el juicio de los médicos en Nurémberg y condenado a cadena perpetua conmutada a 20 años de prisión.